# Gobierno de Bielorrusia
El Consejo de Ministros de la República de Bielorrusia (en bielorruso: Савет Міністраў Рэспублікі Беларусь) es la rama ejecutiva del poder estatal en Bielorrusia, y es nombrado por el Presidente de Bielorrusia. El jefe del Gobierno es el primer ministro de Bielorrusia, que gestiona el programa principal del Gobierno y dirige los ministros.

## Gabinete actual
Los miembros del Presidium se destacan en amarillo.
| Cartera                                                                              | Nombre               |
| ------------------------------------------------------------------------------------ | -------------------- |
| Primer ministro                                                                      | Román Golóvchenko    |
| Vicepresidente primero del Gobierno                                                  | Vladímir Semashko    |
| Vice primer ministro                                                                 | Anatoli Kalinin      |
| Vice primer ministro                                                                 | Piotr Prokopovich    |
| Vice primer ministro                                                                 | Mijaíl Rusyi         |
| Vice primer ministro                                                                 | Anatoli Tozik        |
| Ministro de Agricultura y Alimentación                                               | Leonid Zayats        |
| Ministro de Arquitectura y Construcción                                              | vacante              |
| Ministro de Comunicación e Informatización                                           | Nikolái Pantelei     |
| Ministro de Cultura                                                                  | Boris Svetlov        |
| Ministro de Defensa                                                                  | Víktor Jrenin        |
| Ministro de Economía                                                                 | Nikolái Snopkov      |
| Ministro de Educación                                                                | Serguéi Maskevich    |
| Ministro de Situaciones de Emergencia                                                | Vladímir Vashchenko  |
| Ministro de Energía                                                                  | Vladímir Potupchik   |
| Ministro de Hacienda                                                                 | Andréi Jarkovets     |
| Ministro de Relaciones Exteriores                                                    | Serguéi Aléinik      |
| Ministro Forestal                                                                    | Mijaíl Amelianovich  |
| Ministro de Salud Pública                                                            | Vasili Zharko        |
| Ministro de Vivienda y Servicios Comunales                                           | Andréi Shorets       |
| Ministro de Industria                                                                | Dmitri Katerinich    |
| Ministro de Información                                                              | Oleg Proleskovsky    |
| Ministro del Interior                                                                | Igor Shunevich       |
| Ministro de Justicia                                                                 | Oleg Slizhevsky      |
| Ministro de Trabajo y Protección Social                                              | Marianna Shchetkina  |
| Ministro de Recursos Naturales y Protección del Medio Ambiente                       | Vladímir Tsalko      |
| Ministro de Recaudación Tributaria                                                   | Vladímir Poluyan     |
| Ministro de Comercio                                                                 | Valentin Chekanov    |
| Ministro de Transportes y Comunicaciones                                             | Alekséi Avramenko    |
| Jefes de varias instituciones gubernamentales son miembros del Consejo de Ministros: |                      |
| Agencia de Seguridad del Estado                                                      | Valeri Vakulchik     |
| Comité Industrial Militar del Estado                                                 | Sergéi Gurulev       |
| Comité Estatal de Propiedad                                                          | Georgy Kuznetsov     |
| Comité Estatal de Ciencia y Tecnología                                               | Igor Voitov          |
| Comité Estatal de Normalización                                                      | Victor Nazarenko     |
| Comité Estatal de Fronteras                                                          | Alexander Boechko    |
| Comité Estatal de Aduanas                                                            | Aleksandr Shpilevsky |
| Comisión de Control del Estado                                                       | Alexander Yakobson   |
| Jefe de la Oficina de la Presidencia                                                 | Andréi Kobjakov      |
| Presidente de la Junta Directiva del Banco Nacional                                  | Nadezhda Yermakova   |
| Presidente de la Junta del Banco de Desarrollo                                       | Serguéi Rumas        |

## Ministerios
- Ministerio de Agricultura y Alimentación
- Ministerio de Arquitectura y Construcción
- Ministerio de Comunicación e Informatización
- Ministerio de Cultura
- Ministerio de Defensa
- Ministerio de Economía
- Ministerio de Educación
- Ministerio de Situaciones de Emergencia
- Ministerio de Energía
- Ministerio de Finanzas
- Ministerio de Relaciones Exteriores
- Ministerio Forestal
- Ministerio de Salud Pública
- Ministerio de Vivienda y Servicios Comunales
- Ministerio de Industria
- Ministerio de Información
- Ministerio del Interior
- Ministerio de Justicia
- Ministerio de Trabajo y Protección Social
- Ministerio de Recursos Naturales y Protección del Medio Ambiente
- Ministerio de Recaudación Tributaria
- Ministerio de Comercio
- Ministerio de Transporte y Comunicaciones
- Ministerio de Deporte y Turismo
- Ministerio de Estadística y Análisis